# Сосна (озеро, Шумилинский район)
Со́сна, (Михало́во, бел. Міхало́ва, Со́сна) — озеро в Шумилинском районе Витебской области Беларуси.
Озеро находится в 14 км к югу от Шумилино около деревни Михалово (бел. Міхало́ва).
Площадь водной поверхности — 0,71 км², водосбора — 3,79 км², длина береговой линии — 4,83 км, максимальная глубина — 22,9 м. Дно песчаное до 3-5 м, глубже покрыто илом. Высота над уровнем моря — 138,2 м. На озере есть несколько маленьких островков.
Берега низкие, заросшие тростником, камышом, хвощом, аиром, рогозом до 30 м шириной. В заливах встречаются растения с плавающими листьями (кувшинка, кубышка), в озере встречаются такие редкие виды, как гидрилла мутовчатая и наяда малая. Зоопланктон представлен 25 видами, водорослей — около 70 видов (в основном зелёные и диатомовые). Из рыб чаще всего встречаются лещ, щука, окунь, плотва, краснопёрка, уклея.
В 1979 году на озере создан гидрологический заказник.